# John Scalish
John T. Scalish (Cleveland, 18 settembre 1912 – Cleveland, 26 maggio 1976) è stato un mafioso statunitense, boss della Mayfield Road Mob.

## Biografia
John Scalish era il cognato del boss della famiglia di Filadelfia Angelo Bruno e del suo associato e consigliere non-ufficiale Milton Rockman.
Nel 1944, rilevò la famiglia di Cleveland in seguito al ritiro del boss Alfred Polizzi; Scalish rimase boss per 32 anni, divenendo uno dei boss più longevi di Cosa Nostra americana.
Sotto la guida di Scalish, la famiglia acquisì vari casinò a Las Vegas e racket in California. Partecipò anche alla Riunione di Apalachin del 1957, in cui fu perquisito dalla polizia.
Il 26 maggio 1976, Scalish morì durante un intervento al cuore.

## Boss della famiglia di Cleveland
| Controllo di autorità | LCCN (EN) no2025057715 |